# اشلی جنسن
اشلی جنسن به (انگلیسی: Ashley Jensen متولد ۱۱ اوت ۱۹۶۹) یک بازیگر اهل اسکاتلند است.